# 김민규 (2001년생 야구 선수)
김민규(2001년 9월 7일 ~ )는 KBO 리그 NC 다이노스의 투수이다.

## NC 다이노스시절
2024년에 입단하였다. 2024년 8월 7일 롯데 자이언츠와의 경기에 출전하며 데뷔 첫 경기를 치렀고, 경기에서 1이닝 무실점을 기록하였다.

## 출신 학교
- 광주서석초등학교
- 광주진흥중학교
- 광주동성고등학교
- 경성대학교